# Momme Röhrbein
Momme Röhrbein (* 1. November 1962 in Berlin) ist ein deutscher Bühnenbildner.

## Leben
Röhrbein ist in West-Berlin, New York und Havanna aufgewachsen. Langjähriger Assistent war er bei Karl Ernst Herrmann, unter anderem an der Schaubühne am Lehniner Platz, Berlin, am Theatre de la Monnaie, Brüssel und an der Staatsoper, Wien. Zwischenzeitlich arbeitete er auch als Ausstatter für diverse Filme.
Seit 1989 arbeitet er als freischaffender Bühnenbildner, unter anderem am Residenztheater München, am Schauspielhaus Hamburg, am Thalia Theater Hamburg, am Staatsschauspiel Dresden, am Akademietheater (Wien), am Volkstheater Wien, am Maxim Gorki Theater Berlin, am Berliner Ensemble, am Renaissance-Theater (Berlin), an der Komödie am Kurfürstendamm/Schillertheater Berlin, am Nationaltheater Mannheim, bei der Ruhrtriennale, am Staatsschauspiel Dresden, am Landestheater Linz, an der Oper Theater Basel, der Oper Leipzig, der Oper Lissabon Teatro Nacional de São Carlos und der Oper Köln, sowie an der Deutsche Oper Berlin.
Er entwarf Bühnenbilder für Philippe Besson, Matthias Hartmann, Leander Haußmann, Wolfgang Hofmann, Paolo Magelli, Anthony Pilavachi, Antoine Uitdehaag, Markus Völlenklee, Monique Wagemakers, Guntbert Warns, Johannes Wieland, Jürgen Zielinski, Arie Zinger. Seit den 2000er Jahren arbeitet er kontinuierlich mit Stephan Suschke und Katharina Thalbach.
Röhrbein ist mit der Kostümbildnerin Angelika Rieck verheiratet. Sie haben eine gemeinsame Tochter.

## Bühnenbilder (Auswahl)

### Schauspiel
- „Die Ratten“ von Carl Zuckmayer, Theater der Stadt Heidelberg, Regie Wolfgang Hofmann, 1991
- „Ein Sommernachtstraum“ von William Shakespeare, Bad Hersfelder Festspiele, Regie Wolfgang Hofmann, 1992
- „Das Käthchen von Heilbronn“ von Heinrich von Kleist, Schauspielhaus Hamburg, Regie Matthias Hartmann, 1994
- „Jagdzeit“ von Gundi Ellert, Uraufführung, Residenztheater München, Regie Matthias Hartmann, 1994
- „Mit dem Feuer spielen“ von August Strindberg, Thalia Theater Hamburg. Regie Katharina Thalbach, 1994
- „Nach Jerusalem“ von Tankred Dorst, Uraufführung, Schauspielhaus Hamburg, Regie Matthias Hartmann, 1994
- „Don Carlos“ von Friedrich Schiller, Residenztheater München, Regie Matthias Hartmann, 1995
- „Der Menschenfeind“ von Moliere, Akademietheater Wien, Regie Matthias Hartmann, 1996
- „Der Hauptmann von Köpenick“ von Carl Zuckmayer, Maxim Gorki Theater Berlin, Regie Katharina Thalbach, 1996
- „Peer Gynt“ von Henrik Ibsen, Schauspielhaus Hamburg, Regie Matthias Hartmann, 1997
- „Der Sturm“ von William Shakespeare, Berliner Ensemble, Regie Stephan Suschke, 1998
- „Hamlet“ von William Shakespeare, Residenztheater München, Regie Matthias Hartmann, 1998
- „Schade, dass sie eine Hure ist“ von John Ford, Maxim Gorki Theater Berlin, Regie Katharina Thalbach, 1999
- „Stiefel muss sterben“ von Thomas Brasch, Uraufführung, Theater Basel, Regie Katharina Thalbach, 1999
- „Nathan der Weise“ von Gotthold Ephraim Lessing, Staatstheater Saarbrücken, Regie Stephan Suschke, 2000
- „König Ubu“ von Alfred Jarry, Tiroler Landestheater Innsbruck, Regie Markus Völlenklee, 2000
- „Frühlings Erwachen“ von Frank Wedekind, Hans Otto Theater Potsdam, Regie Philippe Besson, 2001
- „Der eingebildete Kranke“ von Moliere, Thalia Theater Hamburg, Regie Leander Haußmann, 2001
- „Dantons Tod“ von Georg Büchner, Staatstheater Saarbrücken, Regie Stephan Suschke, 2002
- „Das Leben ist ein Traum“ von Pedro Calderón de la Barca/Soeren Voima, Nationaltheater Mannheim, Regie Christian Tschirner/Christian Weise, 2003
- „Kasimir und Karoline“ von Ödön von Horvath, Nationaltheater Mannheim, Regie Christian Tschirner/Christian Weise, 2004
- „Ödipus Tyrann“ von Heiner Müller nach Hölderlin/Sophokles, Mainfrankentheater, Regie Stephan Suschke, 2005
- „Lysistrata“ von Aristophanes, Staatsschauspiel Dresden, Regie Stephan Suschke, 2005
- „Wer hat Angst vor Virginia Woolf?“ von Edward Albee, Staatsschauspiel Dresden, Regie Paolo Magelli, 2006
- „Vor Sonnenaufgang“ von Gerhart Hauptmann, Staatsschauspiel Dresden, Regie Paolo Magelli, 2007[1]
- „Platonow“ von Anton Tschechow, Staatsschauspiel Dresden, Regie Paolo Magelli, 2008[1]
- „Wie es euch gefällt“ von William Shakespeare, Komödie am Kurfürstendamm, Regie Katharina Thalbach, 2009
- „Der Menschenfeind“ von Moliere, Theater Ulm, Regie Stephan Suschke, 2009
- „Schöne Bescherungen“ von Alan Ayckbourn, Renaissance Theater Berlin, Regie Tina Engel, 2009[1]
- „Im Dickicht der Städte“ von Bertolt Brecht, Berliner Ensemble, Regie Katharina Thalbach, 2010[1]
- „Der gute Mensch von Sezuan“ von Bertolt Brecht, Theater Marburg, Regie Stephan Suschke, 2011
- „Die Hermannsschlacht“ von Heinrich von Kleist, Mainfrankentheater, Regie Stephan Suschke, 2012[1]
- „Was ihr wollt“ von William Shakespeare, Berliner Ensemble, Regie Katharina Thalbach, 2012[1]
- „Roter Hahn im Biberpelz“ von Gerhart Hauptmann, Komödie am Kurfürstendamm, Regie Phillipe Besson, 2014
- „Der nackte Wahnsinn“ von Michael Frayn, Renaissance-Theater Berlin, Regie Guntbert Warns, 2014[1]
- „Amphitryon“ von Heinrich von Kleist, Berliner Ensemble, Regie Katharina Thalbach, 2014[1]
- „Der Auftrag“ von Heiner Müller, Mainfrankentheater, Regie Stephan Suschke, 2015
- „Geächtet“ von Ayad Akhtar, Residenztheater München, Regie Antoine Uitdehaag, 2016[1]
- „Jägerstätter“ von Felix Mitterer, Landestheater Linz, Regie Markus Völlenklee, 2016
- „Das Sparschwein“ von Eugène Labiche, Landestheater Linz, Regie Stephan Suschke, 2017[1]
- „Anatomie Titus Fall of Rome“, von Heiner Müller nach Shakespeare, Landestheater Linz, Regie Stephan Suschke, 2018[1]
- „Presidenten Suite“ von John T. Binkley (Deutschsprachige Erstaufführung), Renaissance-Theater Berlin, Regie Guntbert Warns, 2018[1]
- „Dogville“ von Christian Lollike nach Lars von Trier, Landestheater Linz, Regie Stephan Suschke, 2018
- „Hase Hase“ von Coline Serreau, Komödie im Schillertheater, Regie Coline Serreau, 2019
- „Ritter, Dene, Voss“ von Thomas Bernhard, Landestheater Linz, Regie Stephan Suschke, 2019[1]
- „Die Sedierten“ von Martin Plattner (Uraufführung), Landestheater Linz, Regie Stephan Suschke, 2020[1]
- „Mord im Orientexpress“ von Ken Ludwig nach Agatha Christie, Komödie im Schillertheater, Regie Katharina Thalbach, 2021
- „Macbeth“ von Müller/Shakespeare, Landestheater Linz, Regie Stephan Suschke, 2022[1]
- „Vor Sonnenaufgang“ von Ewald Palmetshofer nach Gerhart Hauptmann, Landestheater Linz, Regie Stephan Suschke, 2023
- „Der zerbrochne Krug“ von Heinrich von Kleist, Schauspiel Chemnitz, Regie Christian Schmidt, 2023[1]
- „Julius Cäsar“ von William Shakespeare Bearbeitung Helmut Krausser, Landestheater Linz, Regie Stephan Suschke, 2023
- „Die Weihnachtsfeier“ von Peter Jordan und Leonhard Koppelmann (Uraufführung), Renaissance-Theater Berlin, Regie Peter Jordan und Leonhard Koppelmann, 2023
- „Das unschuldige Werk“ von Thomas Arzt (Uraufführung), Landestheater Linz, Regie Stephan Suschke, 2024

### Musiktheater
- „Winterreise“ von Franz Schubert, Ruhrtriennale/Kraftzentrale Duisburg, Christine Schäfer/Irving Gage, Regie Oliver Herrmann, 2002[2]
- „Cabaret“ von John Kander, Bar jeder Vernunft/Tipi, Regie Vincent Paterson, Musikalische Leitung Adam Benzwi, 2004[3]
- „Hedwig and the Angry Inch“ von John Cameron Mitchell, Admiralspalast Keller / Renaissance Theater, Regie Guntbert Warns, 2013[3]
- „Oktoberfest-almost true“ von Harold Faltermeyer und Philip LaZebnik, Renaissance Theater, Regie Guntbert Warns, 2024

#### Oper
- „Orpheus in der Unterwelt“ von Jacques Offenbach, Theater Basel, Regie Katharina Thalbach, Dirigat Michael Hofstetter, 2002[4]
- „Salome“ von Richard Strauss, Oper Köln, Regie Katharina Thalbach, Dirigat Markus Stenz, 2004[4]
- „Das Herz“ von Hans Pfitzner, Mainfrankentheater Würzburg, Regie Stephan Suschke, Dirigat Martin Braun, 2006[4]
- „Jenufa“ von Leoš Janáček, Oper Köln, Regie Katharina Thalbach, Dirigat Markus Stenz, 2007[4]
- „Der Ring des Nibelungen“ von Richard Wagner, Theater Lübeck, Regie Anthony Pilavachi, Dirigat Roman Brogli-Sacher, 2007–2010[4]
- „Rotter“ von Thorsten Rasch (Uraufführung, nach dem Stück von Thomas Brasch), Oper Köln, Regie Katharina Thalbach, Dirigat Hermann Bäumer, 2007[4]
- „Der Barbier von Sevilla“ von Gioacchino Rossini, Deutsche Oper Berlin, Regie Katharina Thalbach, Dirigat Enrique Mazzola, 2009[4]
- „Die Fledermaus“ von Johann Strauss, Teatro Nacional de Sao Carlos, Lissabon, Regie Katharina Thalbach, Dirigat Julia Jones, 2010
- „Die andere Seite“ von Michael Obst (Uraufführung, Libretto H. Schneider nach Kubin), Mainfrankentheater Würzburg, Regie Stephan Suschke, Dirigat Jonathan Seers, 2010[1][4]
- „Aufstieg und Fall der Stadt Mahagonny“ von Kurt Weill, Oper Köln, Regie Katharina Thalbach, Dirigat Lothar Koenigs, 2011[4]
- „Die Zauberflöte“ von Mozart, Seefestspiele Wannsee, Regie Katharina Thalbach, Dirigat Judith Kubitz, 2011[4]
- „Lulu“ von Alban Berg, Theater Augsburg, Regie Monique Wagemakers, Dirigat Dirk Kaftan, 2011[1][4]
- „The Rake’s Progress“ von Igor Stravinsky, Mainfrankentheater Würzburg, Regie Stephan Suschke, Dirigat Enrico Calesso, 2013[1][4]
- „Fidelio“ von Ludwig van Beethoven, Mainfrankentheater Würzburg, Regie Stephan Suschke, Dirigat Sebastian Beckedorf, 2015[4]
- „Idomeneo“ von Mozart, Mainfrankentheater Würzburg, Regie Stephan Suschke, Dirigat Enrico Calesso, 2016[1][4]
- „Lucia di Lammermoor“ von Gaetano Donizetti, Oper Leipzig, Regie Katharina Thalbach, Dirigat Anthony Bramall, 2016[4]
- „Otello“ von Giuseppe Verdi, Theater Lübeck, Regie Bernd Krieger, Dirigat Andreas Wolf, 2018[4]
- „Parsifal“, von Richard Wagner, Landestheater Linz, Regie Stephan Suschke, Dirigat Markus Poschner, 2022[4]

### Tanz
- „Aurora“, Staatstheater Kassel, Choreografie Johannes Wieland, Dirigat Yoel Gamzou, 2015[1]
- „you'll be removed“, Staatstheater Kassel, Choreografie Johannes Wieland, 2016[1]
- „eternal prisoner“, Staatstheater Kassel, Choreografie Johannes Wieland/Tom Weinberger, 2017[1]
- „the rite of spring“, Staatstheater Kassel, Choreografie Johannes Wieland, Dirigat Alexander Hannemann, 2017[1]
- „Ares“, Staatstheater Kassel, Choreografie Johannes Wieland, Dirigat Mario Hartmuth, 2019[1]
- „neuzeit“, Landestheater Linz, Choreografie Johannes Wieland, 2022
- „we will be removed“, mind eraser im bhrox, Ernst-Reuter-Platz, Berlin Choreografie Johannes Wieland, 2023
- „innen-leben“ , Theater Bielefeld, Choreografie Paloma Munos und Johannes Wieland, 2025